# Đấu kiếm tại Đại hội Thể thao Đông Nam Á 2001
Đấu kiếm tại Đại hội Thể thao Đông Nam Á năm 2001 được tổ chức từ ngày 10 đến ngày 12 tháng 9 năm 2001 tại trụ sở JKR, Kuala Lumpur, Malaysia. 
Khác với các kỳ đại hội trước, chương trình thi đấu kì đại hội này chỉ bao gồm các nội dung thi đấu cá nhân, không tổ chức nội dung đồng đội. Các vận động viên tranh tài ở ba loại kiếm chính: kiếm chém (sabre), kiếm liễu (foil) và kiếm ba cạnh (épée), trong đó nam thi đấu cả ba nội dung, còn nữ thi đấu hai nội dung là kiếm liễu và kiếm ba cạnh.

## Bảng huy chương
| Nội dung             | Vàng                                    | Bạc                                     | Đồng                               |
| -------------------- | --------------------------------------- | --------------------------------------- | ---------------------------------- |
| Kiếm chém đơn nam    | Walbert Gumabao Mendoza · Philippines   | Edmon Santog Velez · Philippines        | Sares Limkangwanmongkol · Thái Lan |
| Kiếm chém đơn nam    | Walbert Gumabao Mendoza · Philippines   | Edmon Santog Velez · Philippines        | Olfi Rumuat · Indonesia            |
| Kiếm liễu đơn nam    | Nontapat Panchan · Thái Lan             | Edi Suwarto Sucipto · Indonesia         | Rolando Canlas · Philippines       |
| Kiếm liễu đơn nam    | Nontapat Panchan · Thái Lan             | Edi Suwarto Sucipto · Indonesia         | Preecha Tintiruk · Thái Lan        |
| Kiếm ba cạnh đơn nam | Perdian Tragi · Indonesia               | Richard Icasiano Gomez · Philippines    | Ang Chez Yee · Singapore           |
| Kiếm ba cạnh đơn nam | Perdian Tragi · Indonesia               | Richard Icasiano Gomez · Philippines    | Siriroj Rathprasert · Thái Lan     |
| Kiếm liễu đơn nữ     | Christina Marthina Timisela · Indonesia | Lenita Garcia Reyes · Philippines       | Teo Ah Heok · Singapore            |
| Kiếm liễu đơn nữ     | Christina Marthina Timisela · Indonesia | Lenita Garcia Reyes · Philippines       | Woranud Boonmahanak · Thái Lan     |
| Kiếm ba cạnh đơn nữ  | Siritida Choochokkol · Thái Lan         | Lorena Ann Dulay Sandiego · Philippines | Teng Nan See · Singapore           |
| Kiếm ba cạnh đơn nữ  | Siritida Choochokkol · Thái Lan         | Lorena Ann Dulay Sandiego · Philippines | Janjila Binsolam · Thái Lan        |

| Hạng               | Đoàn               | Vàng | Bạc | Đồng | Tổng số |
| ------------------ | ------------------ | ---- | --- | ---- | ------- |
| 1                  | Indonesia          | 2    | 1   | 1    | 4       |
| 2                  | Thái Lan           | 2    | 0   | 5    | 7       |
| 3                  | Philippines        | 1    | 4   | 1    | 6       |
| 4                  | Singapore          | 0    | 0   | 3    | 3       |
| Tổng số (4 đơn vị) | Tổng số (4 đơn vị) | 5    | 5   | 10   | 20      |